# Conjunto monumental de las iglesias de San Pedro de Tarrasa
El conjunto monumental de las iglesias de San Pedro de Terrassa lo forman las iglesias románicas de San Pedro, San Miguel y Santa María, situadas en la confluencia de los antiguos torrentes de Vallparadís y Monner (hoy parque de Vallparadís), en el antiguo núcleo visigótico de Egara, origen del pueblo de San Pedro, hoy un barrio de Tarrasa (Barcelona, España). Es el conjunto artístico más importante de la ciudad y una de las joyas del arte románico catalán. Fueron la sede del antiguo obispado de Égara en los siglos V-VIII.

## Historia

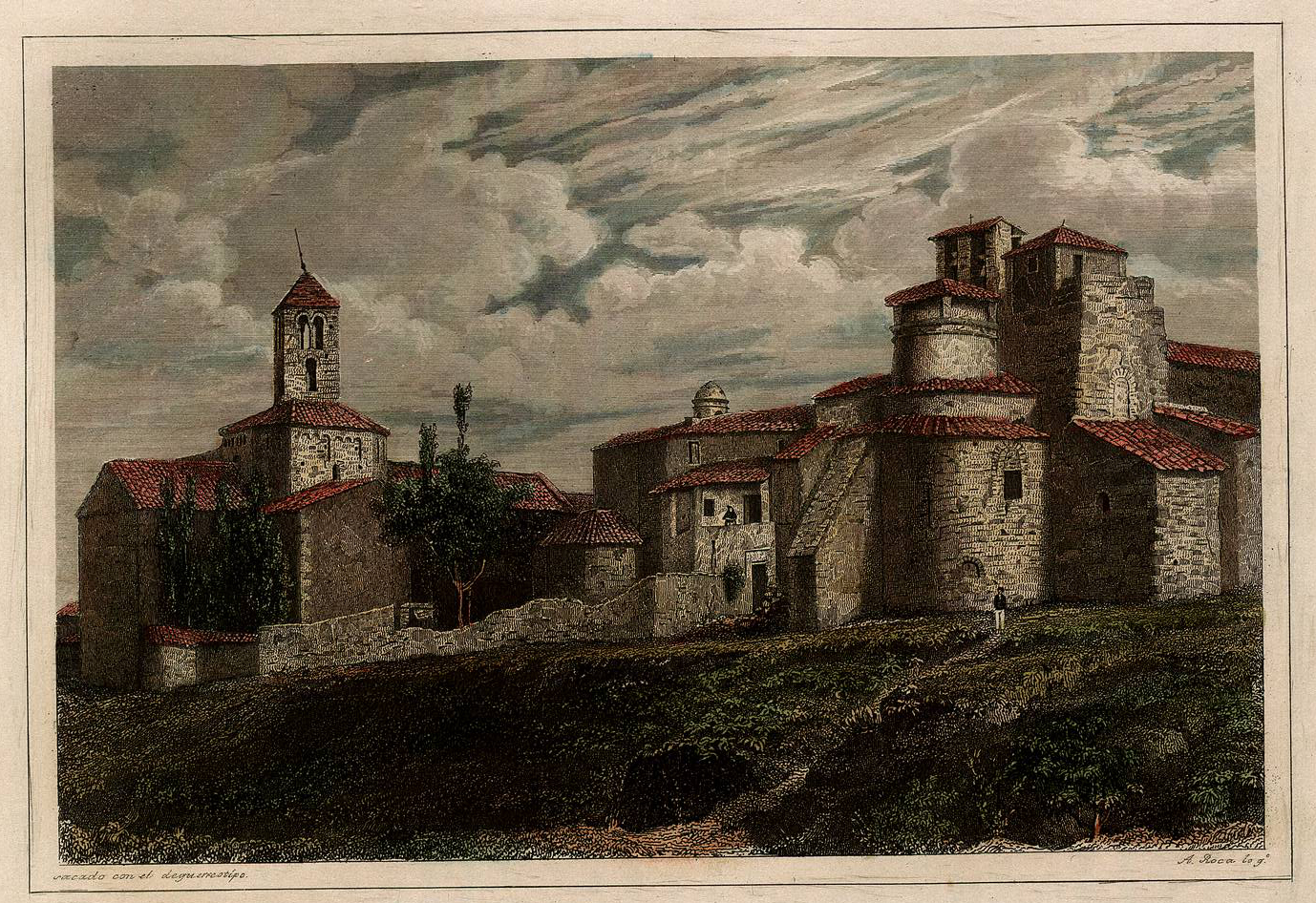
Vista del conjunto a mediados del siglo en un grabado de Antonio Roca publicado en España: obra pintoresca en láminas

Las tres iglesias se edificaron cerca de la antigua Égara romana (de la cual todavía se conservan restos) como sede del obispado de Égara constituido hacia el año 450 y que perduró hasta la invasión sarracena en el siglo VIII. Se conocen los nombres de algunos de sus obispos (como el primero, Irineo) y que se celebró un concilio provincial de la Tarraconense en el año 614. El conjunto episcopal se atiene a los modelos bizantinos antiguos: tres iglesias (San Pedro, Santa María y San Miguel). Tras un largo proceso de construcción, las iglesias, quedaron terminadas (según la forma actual) hacia los siglos XI y XII: son de factura románica edificadas sobre los antiguos edificios prerrománicos de la época visigótica.
En el siglo XII, en Santa María se instaló una canonjía agustiniana que permaneció hasta finales de 1392. Por otro lado, la iglesia de San Pedro de Égara, sede de la parroquia, perdió su condición parroquial en 1601 pasando a formar parte de la nueva basílica del Espíritu Santo, en el núcleo de Tarrasa, actualmente catedral del nuevo obispado de Tarrasa. En el siglo XIX San Pedro recuperó su condición de parroquia.

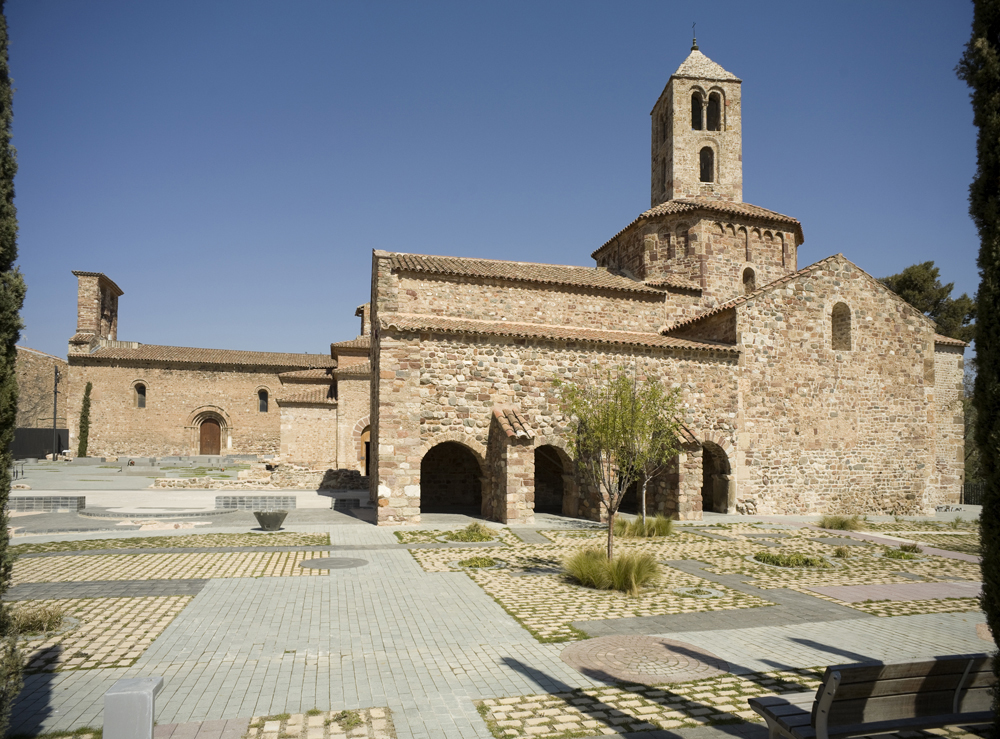
Contrafuertes construidos a principios del por el maestro de obras tarrasense Antoni Royes i Vergés a las órdenes del arquitecto Josep Puig i Cadafalch.

En el primer tercio del siglo XX las tres iglesias fueron objeto de un profundo estudio y de una restauración que corrió a cargo de Josep Puig i Cadafalch, que también realizó excavaciones en Santa María y San Miguel. Josep Puig i Cadafalch contó con un maestro de obras local, Antoni Royes i Vergés, quien, a las órdenes del arquitecto construyó los contrafuertes tal y como se describe en esta cita, "La galería está cubierta con una bóveda de cañón  ligeramente irregular y reforzada con arcos torales. La fuerza de estos arcos se descarga en pilares rectangulares, que se reforzaron a principios del siglo XX con gruesos contrafuertes." en este texto extraído en el sitio de este enlace. El conjunto fue declarado Monumento Nacional en 1931, y bien de interés cultural en 1985. Actualmente forman parte de una de las seis secciones del Museo de Tarrasa.

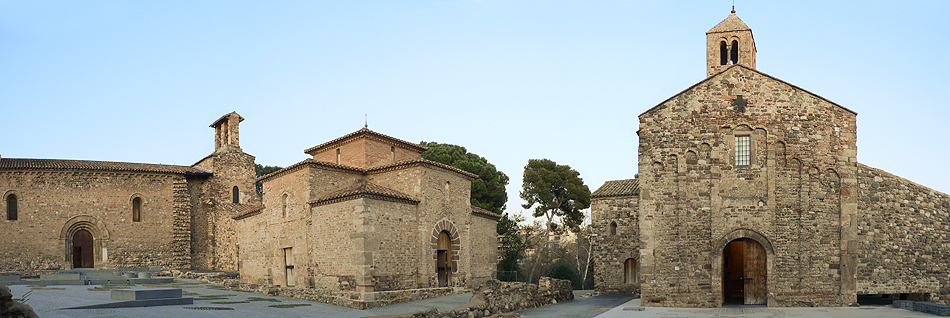
De izquierda a derecha: las iglesias de San Pedro, San Miguel y Santa María

## Iglesia de San Pedro

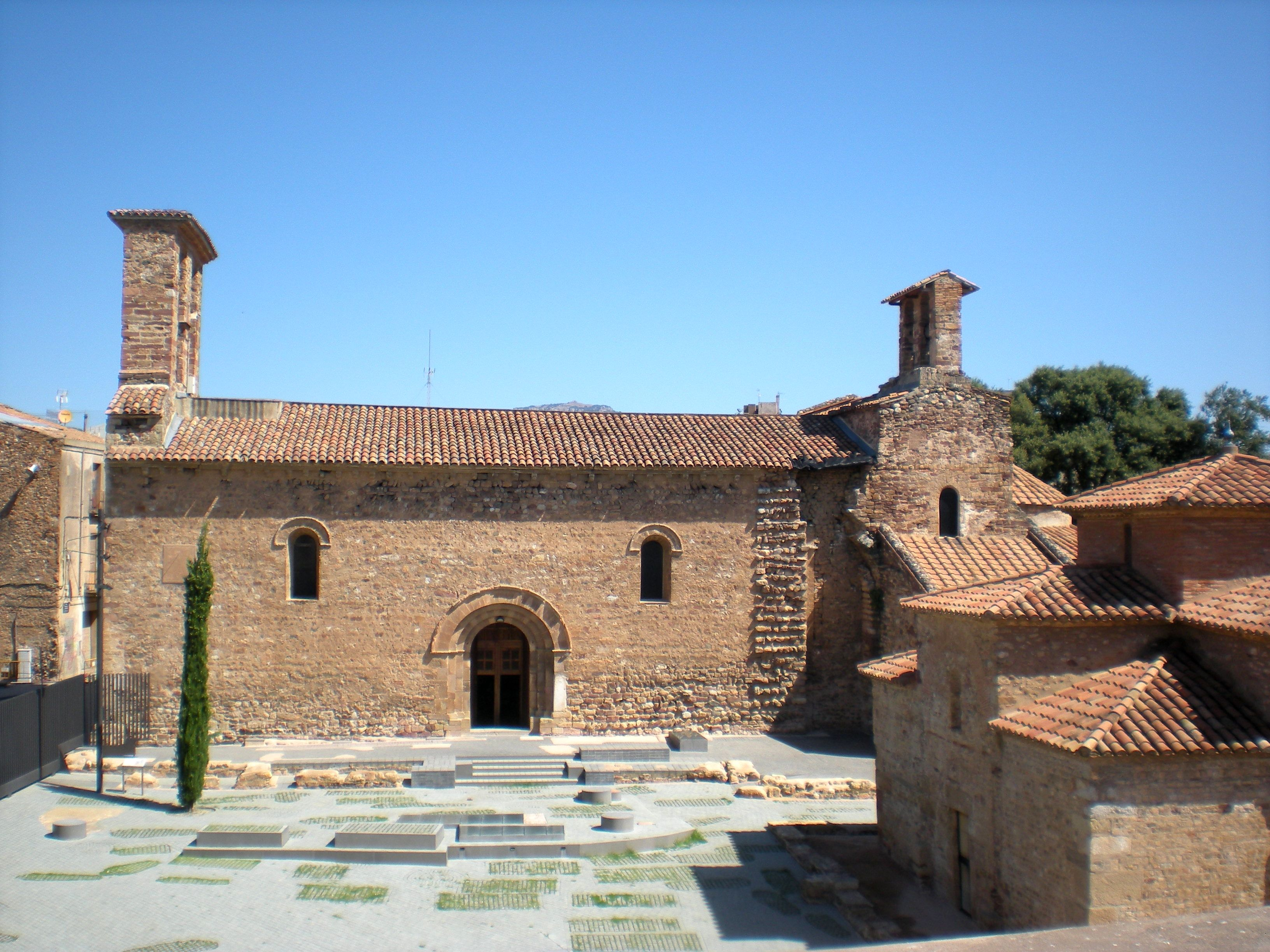
Iglesia de San Pedro. A la derecha, la iglesia de San Miguel

Al norte del recinto ( o a la izquierda de la entrada), se encuentra la iglesia de San Pedro, la más grande de las tres iglesias que da nombre, asimismo, al conjunto episcopal y al antiguo pueblo de San Pedro (hoy barrio egarense) que se formó a su alrededor. Tiene una sola nave con un ábside trilobulado y un transepto; el techo es de bóveda de cañón. La cabecera (ábside y transepto) es de la época prerrománica (siglos IX y X) y la nave es del siglo XII. La puerta de acceso, muy sencilla, se abre en el muro sur y está enmarcada por cuatro arquivoltas lisas. La luz entra, en el interior, a través de dos grandes ventanales situados a cada lado de la puerta y por las tres ventanas del ábside. La fachada está coronada por una cornisa con un friso escultural sostenido por ménsulas en forma de cabezas humanas. Tiene dos campanarios, uno de espadaña, de origen románico y otro más moderno cerca del transepto.
En el interior, el ábside tiene un suelo de mosaico del siglo X con motivos geométricos, según la tradición romana. El ábside central queda cerrado por un retablo de piedra en tres líneas, la primera con pinturas murales del siglo XI, todavía de tipo prerrománico, y los dos superiores, dentro de arcos ciegos, con la representación de San Pedro, Jesús, los Evangelistas y otras figuras bíblicas. En el muro norte de la nave quedan fragmentos de pinturas murales góticas del siglo XIV, de estilo primitivo. A la izquierda de la nave se abren dos capillas añadidas posteriormente: la de San Valentín, con un retablo del siglo XVII, y la del Santísimo, con pinturas murales de Ricard Marlet (1948).

## Iglesia de San Miguel

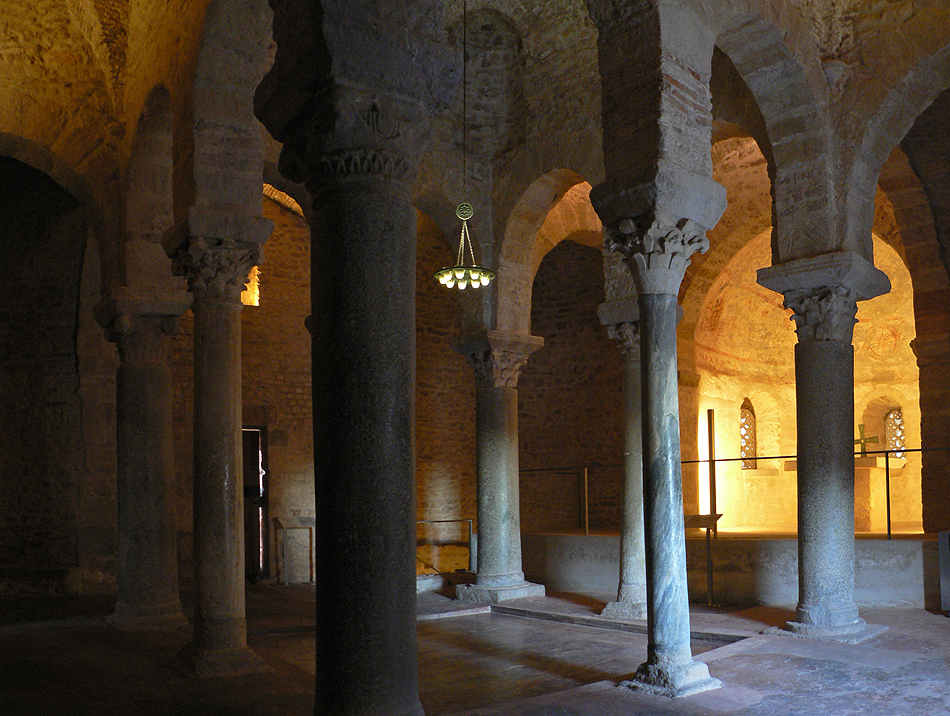
Interior de la iglesia de San Miguel

Situada en el centro del recinto, en medio de las dos iglesias funcionaba, seguramente, como un templo funerario, aunque Puig i Cadafalch lo interpretó como un baptisterio, y así se creyó durante algún tiempo. Es la única, de las tres iglesias, que conserva la planta primitiva entera, la cual es cuadrada y tiene una cruz griega con nichos en los ángulos en la pared este, sobre el ábside, de planta de herradura por dentro y hexagonal por fuera. En el interior, en el centro de la planta cuadrada, está el cimborrio cubierto por una cúpula sostenida por ocho columnas hechas con fragmentos visigóticos aprovechados, y cuatro capiteles tardorrománicos. Debajo de la cúpula está la piscina del baptisterio, de base octogonal.
Debajo del ábside se encuentra la cripta de Sant Celoni, con una capilla absidal trilobulada. La puerta de acceso está en el muro sur y data de los siglos IX y X. Parece ser que las pinturas murales del ábside son del siglo VI, con una escena de Cristo rodeado de ángeles y, debajo, los doce apóstoles. Como las de Santa María, se encuentran entre las representaciones pictóricas murales más antiguas de Europa.'

## Iglesia de Santa María

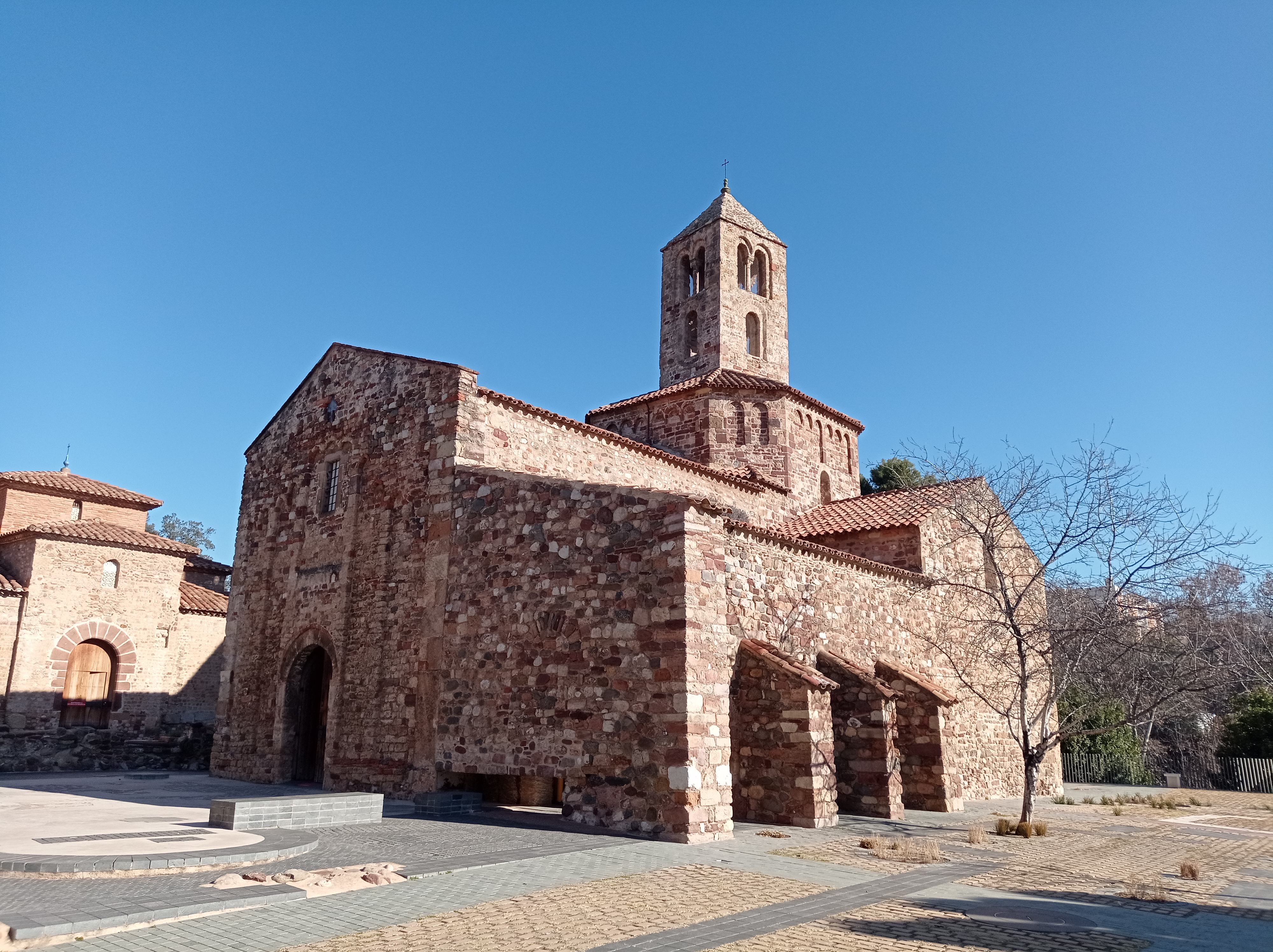
Iglesia de Santa María

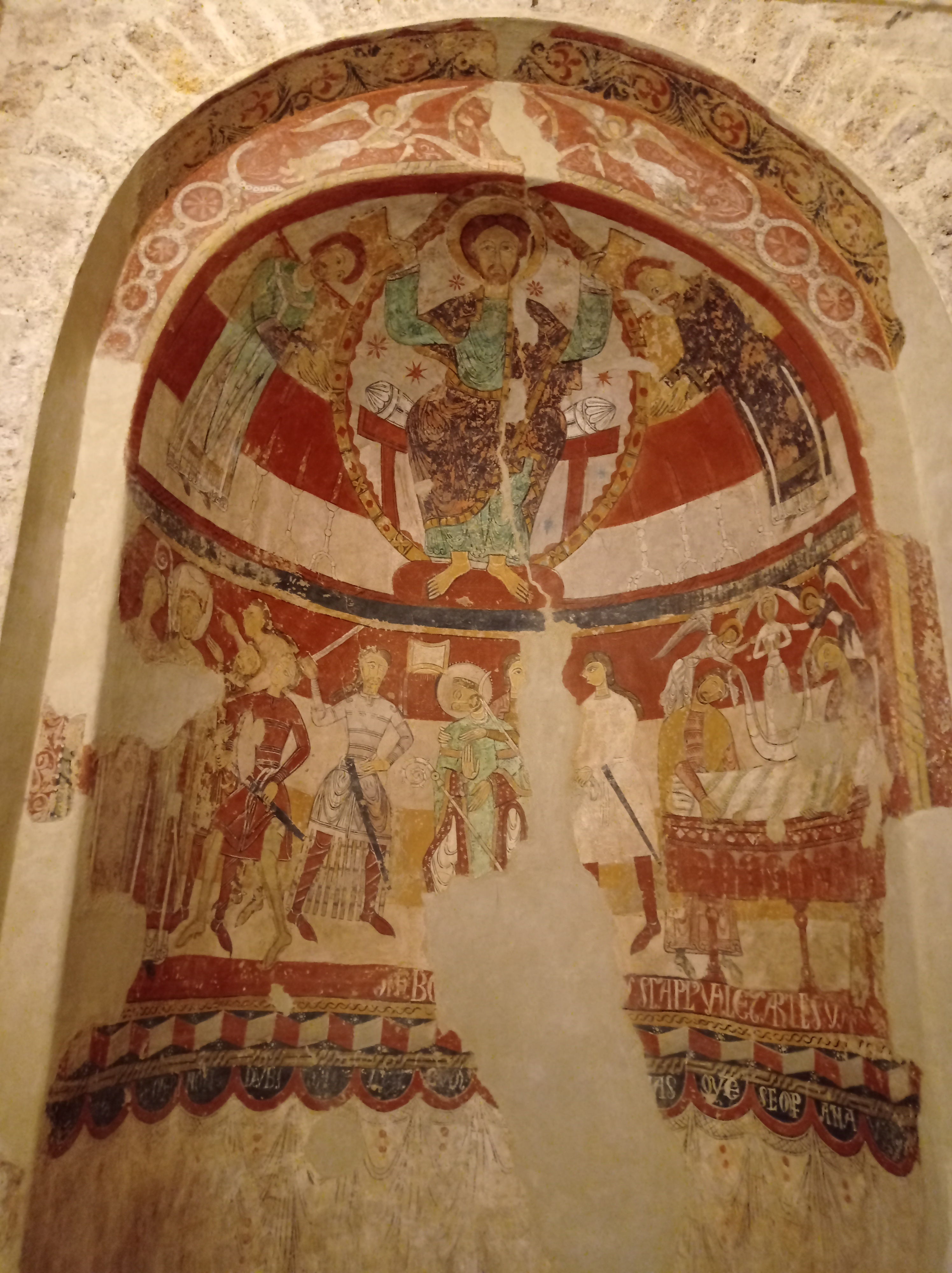
Martirio de santo Tomás Becket.

Este edificio románico, de principios del siglo XII, se encuentra al sur del recinto y tiene una planta basilical. La cabecera, con el ábside de herradura por dentro, y cuadrado en el exterior, pertenece a un templo de construcción anterior. El techo de la nave es de bóveda apuntada y el del transepto es de bóveda semicircular. En el crucero se levanta el cimborrio octogonal coronado por un pequeño campanario de torre de dos pisos, con un tejado de cuatro vertientes. El cimborrio y la parte alta de los muros del norte y oeste tienen decoración lombarda, con fajas y arquería ciega. La puerta de entrada es sencilla, de arco de medio punto con relieves de terracota encima y una sillería aprovechada. En la fachada sur hay un pórtico de cuatro arcos de medio punto, restos del claustro de la canonjía agustiniana del siglo XII
Delante y dentro de la iglesia se pueden ver los restos de las antiguas edificaciones paleocristianas y visigóticas, con los mosaicos sobrepuestos (uno del siglo IV y otro del siglo V), el ábside rectangular visigótico y criptas sepulcrales (excavadas debajo de la iglesia románica) o el antiguo baptisterio (debajo del transepto).
La bóveda del ábside está cubierta de pinturas murales de tipo lineal, con trazos rojos y verdes, que narran la vida y la Pasión de Cristo; aunque siguen el estilo paleocristiano datan, seguramente, del siglo VI. Asimismo, en el ábside hay una mesa de altar del alto-Medioevo y una talla gótica de la Madre de Dios del siglo XIV.
Los muros de Santa María guardan destacadas piezas artísticas, a manera de museo, que recoge las obras principales de todo el conjunto episcopal de San Pedro. A lo largo de la nave hay unos plafones con pinturas murales que van del estilo románico al gótico, que antaño estaban en el ábside de donde se sacaron para que pudieran contemplarse las anteriores, visibles en la actualidad. Hay, también, una piedra de altar del siglo X y lápidas sepulcrales medievales y romanas (en una de ellas se encuentra la documentación escrita del nombre del municipio romano de Égara). En el transepto se encuentran tres retablos góticos de gran valor:
- El retablo de los santos Abdón y Senén, en el brazo izquierdo del transepto, obra de Jaume Huguet, pintado en 1460 para la iglesia de San Pedro. Está muy bien conservado y es uno de los más célebres del artista. Los santos titulares están representados en el centro, rodeados de escenas de su vida y de su martirio. En la parte inferior están las imágenes de los santos médicos Cosme y Damián.
- El retablo de San Miguel, al lado del anterior, obra de Jaume Cirera y Guillem Talarn que se terminó entre 1450 y 1451. Están representadas las luchas entre los ángeles y los demonios así como tres escenas de la Pasión.
- El retablo mayor de San Pedro, en el brazo derecho del transepto, obra de Lluís Borrassà, de 1411. Falta la tabla central, en los ocho laterales se presentan diversas escenas de la vida de San Pedro. Cerca de las tablas del retablo de San Pedro hay una absidiola con pinturas murales románicas de finales del siglo XII, con un Cristo en Majestad y escenas del martirio de santo Tomás Becket.